# Franz Kruckenberg
Franz Friedrich Kruckenberg (Uetersen, 21 agosto 1882 – Heidelberg, 19 giugno 1965) è stato un ingegnere e un pioniere dei trasporti ferroviari ad alta velocità tedesco.
Il suo progetto più noto fu il treno veloce sperimentale Schienenzeppelin, che vide la luce nel 1930 in Germania.
Nato da una ricca famiglia di mercanti di Amburgo, frequentò fra il 1904 e il 1907 il corso di ingegneria meccanica presso l'Università tecnica di Berlino, dove si laureò in ingegneria navale. Prima dello scoppio della prima guerra mondiale si dedicò in modo specifico alla progettazione di dirigibili, particolarmente in voga in quell'epoca, criticandone tuttavia la pericolosità per via della esplosività dell'idrogeno utilizzato per il loro sostentamento. E fu proprio l'idrogeno contenuto nei dirigibili la causa che avrebbe portato alla tragedia dello Zeppelin Hindenburg nel 1937.

## LoSchienenzeppelin

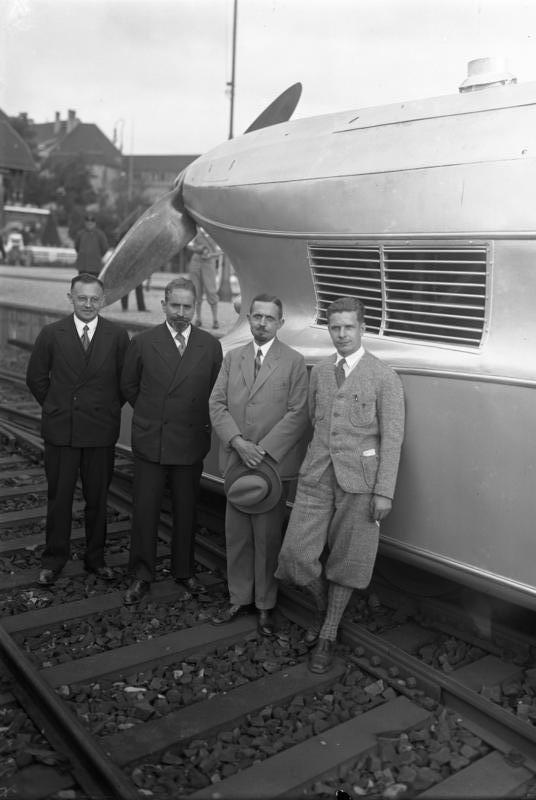
L'ingegner Kruckenber, secondo da sinistra, insieme al suo Schienenzeppelin nel giugno 1931

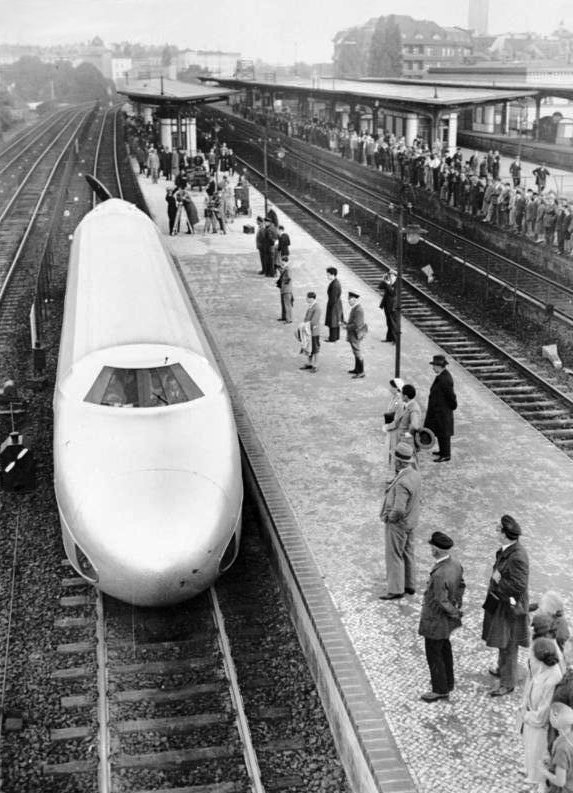
Lo Schienenzeppelin a Berlino il 21 giugno 1931

Alla fine del conflitto mondiale l'ingegner Kruckenberg aprì uno studio di consulenza a Heidelberg a cui seguì il progetto di un treno monorotaia sospeso che non poté però realizzare per mancanza di fondi nello sviluppo di un prototipo. Insieme al socio ingegner Hermann Föttinger fondò la Flugbahn-Gesellschaft mbH con cui si dedicò alla progettazione e alla costruzione di un innovativo e futuristico treno ad alta velocità spinto da un motore aeronautico, lo Schienenzeppelin che effettuò le prime prove su rotaia il 25 settembre 1930 sulla tratta Braunschweig-Paderborn fra le stazioni di Kreiensen e Altenbeken.
Il 21 giugno 1931 lo Schienenzeppelin di Kruckenberg e Föttinger, equipaggiato di un motore aeronautico a dodici cilindri BMW VI, compì il primo vero tragitto sulla tratta Amburgo-Berlino e fra Ludwigslust e Wittenberge: il prototipo stabilì il record di velocità per treni raggiungendo i 230,2 chilometri orari, velocità che non fu uguagliata da nessun treno per più di 20 anni.
Tuttavia, nonostante i successi velocistici dello Schienenzeppelin e la straordinaria modernità di quel progetto, i problemi legati alla rumorosità del motore aeronautico che equipaggiava il locomotore, l'impossibilità di effettuare piccole manovre nelle stazioni e la necessità di modificare binari e massicciate per permetterne il passaggio non permisero al progetto di avere seguito e il prototipo venne abbandonato e poi demolito nel 1939 senza che vi fosse un seguito commerciale.
Lo Schienenzeppelin fu comunque rivoluzionario per quei tempi sotto il punto di vista aerodinamico e costruttivo, e influenzò in modo determinante ogni successivo progetto di treno ad alta velocità anche al giorno d'oggi.

## L'autotreno SVT 137.155
Nel 1934 l'ingegner Kruckenberg sviluppò il progetto dell'autotreno SVT 137.155: composto da tre vagoni, era equipaggiato con un motore diesel a trasmissione idraulica e il prototipo fu pronto nel 1938.
Il 23 giugno 1939 il prototipo raggiunse, durante prove su rotaia, la velocità di 215 chilometri orari sulla tratta Amburgo-Berlino.
Partendo dal prototipo dell'SVT 137.155, Kruckenberg realizzò, nel dopoguerra, la classe DB-VT 10.5 ("Senator" e "Komet"): questi treni avevano il più basso peso per passeggero (920 chili per posto a sedere) ma soffrivano di difficoltà nella manutenzione. Vennero messi fuori servizio fra il 1959 e il 1960.
L'SVT 137.155 originò nel 1957 il progetto del DB VT 11.5, il famoso Trans Europ Express, e del DR VT 18.16 "Vindobona".